# 1927 az irodalomban
Az 1927. év az irodalomban.

## Megjelent új művek

### Próza
- Arthur Bernède francia író krimije: Belphégor
- Willa Cather: Death Comes for the Archbishop (Az aranyszínű dóm, – 'a halál eljön az érsekért'). Ez a regénye „az addig csak elismert, megbecsült írónőt egy csapásra népszerűvé tette.”[1]
- Agatha Christie: The Big Four (A titokzatos Négyes)
- John Dos Passos: 
  - Orient Express, regény
  - Facing the Chair (Szemben a székkel), röpirat a Sacco-Vanzetti ügyről[2]
- André Gide: 
  - Dindiki,
  - Voyage au Congo (Kongói utazás), útleírás
- Ernest Hemingway: Férfiak nők nélkül (Men Without Women), novelláskötet
- Hermann Hesse regénye: A pusztai farkas (Der Steppenwolf)
- Franz Kafka: Amerika (Der Verschollene)
- Halldór Laxness önéletrajzi regénye: Vefarinn mikli frá Kasmír (A nagy kasmíri takács)
- Sinclair Lewis regénye: Elmer Gantry (A prédikátor)
- François Mauriac: 
  - regénye: Thérèse Desqueyroux (Tékozló szív)
  - tanulmánya: La Vie de Jean Racine (Jean Racine élete)
- Vilhelm Moberg svéd író, történész első regénye: Raskens
- Jurij Olesa orosz író kisregénye: Zaviszty [Зависть] (Irigység)
- Theodore Francis Powys (T. F. Powys) brit író regénye: Mr. Weston’s Good Wine (Mr. Weston jó bora)[3]
- Marcel Proust: Az eltűnt idő nyomában (1913–1927) hetedik, befejező kötete: Le Temps retrouvé (A megtalált idő)
- Upton Sinclair regénye: Oil! (Petróleum!)
- B. Traven: Der Schatz der Sierra Madre (Aranyásók)
- Thornton Wilder	 regénye: Szent Lajos király hídja (The Bridge of San Luis Rey)
- Virginia Woolf regénye: A világítótorony (To the Lighthouse)
- Arnold Zweig: Der Streit um den Sergeanten Grischa (Grisa őrmester). Első kötete az író hat könyből álló regényciklusának: Der große Krieg der weißen Männer (A fehér emberek nagy háborúja)
- P. G. Wodehouse: 
  - The Small Bachelor (Legénylakás), regény
  - Meet Mr Mulliner, elbeszélések; (magyarul Halló Mulliner és Mr. Mulliner meséi címen is kiadták)
- Stefan Zweig novellája: Verwirrung der Gefühle (Az érzelmek zűrzavara)
- Julien Benda francia író, kritikus, filozófus híres tanulmánya: Az írástudók árulása (La Trahison des clercs)

### Költészet
- Rafael Alberti katalán költő versei: El alba del anhelí (Hajnali viola)
- Tudor Arghezi román szerző első önálló verseskötete: Cuvinte potrivite (Illő igék)
- Leopold Staff kötete: Ucho igielne (A tű foka)
- T. S. Eliot költeménye: Journey of the Magi (A háromkirályok utazása)

### Dráma
- Iszaak Babel drámája: Zakat [Закат] (Alkony), bemutató Odesszában
- Federico García Lorca első sikeres darabja: Mariana Pineda, bemutató Berlinben
- Seán O’Casey drámája: The Silver Tassie (Az ezüst serleg), bemutató
- Ernst Toller: Hoppla, wir leben! (Hoppá, élünk!)

### Magyar irodalom
- Babits Mihály önéletrajzi regénye: Halálfiai
- Móra Ferenc regénye: Ének a búzamezőkről
- Zilahy Lajos:
  - regénye: Két fogoly
  - színműve: Fehér szarvas

## Születések
- március 6. – Gabriel García Márquez Nobel-díjas (1982) kolumbiai író († 2014)
- június 17. – Sütő András erdélyi magyar író, drámaíró († 2006)
- június 20. – Szimin Behbaháni iráni költőnő († 2014)
- július 4. – Neil Simon amerikai drámaíró és forgatókönyvíró († 2018)
- augusztus 23. – Dick Bruna holland író, művész, grafikus, illusztrátor, leginkább kézzel illusztrált gyerekkönyveiről ismert († 2017)
- szeptember 4. 
  - Sánta Ferenc magyar író († 2008)
  - Bernardino Zapponi olasz író és forgatókönyvíró († 2000)
- október 9. – Tornai József a Nemzet Művésze címmel kitüntetett, Kossuth- és József Attila-díjas költő, író, műfordító († 2020)
- október 16. – Günter Grass Nobel-díjas (1999) német író († 2015)
- november 19. – Lator László költő, műfordító, esszéista

## Halálozások
- április 15. – Gaston Leroux francia író (* 1868)
- június 14. – Jerome K. Jerome angol író (* 1859)
- július 24. – Akutagava Rjúnoszuke, a Taisó-kor japán írója, a modern japán novella mestere (* 1892)
- augusztus 13. – James Oliver Curwood amerikai író, novellista (* 1878)
- október 23. – Alexander Bernát filozófus, esztéta, színikritikus és szakfordító (* 1850)